# Kanton Toulon-sur-Arroux
Der Kanton Toulon-sur-Arroux war bis 2015 ein französischer Wahlkreis im Arrondissement Charolles, im Département Saône-et-Loire und in der Region Burgund. Sein Hauptort war Toulon-sur-Arroux. Vertreter im Generalrat des Départements war zuletzt von 1994 bis 2015, zuletzt wiedergewählt 2008, Jean-Paul Meunier (PS).
Der Kanton war 225,14 km² groß und hatte 12.413 Einwohner (1999), was einer Bevölkerungsdichte von 55 Einwohnern pro km² entsprach. Er lag im Mittel 296 Meter über Normalnull, zwischen 245 Metern in Toulon-sur-Arroux und 422 Metern in Ciry-le-Noble.

## Gemeinden
Der Kanton bestand aus acht Gemeinden:
| Gemeinde                   | Einwohner Jahr | Fläche km² | Bevölkerungsdichte | Code INSEE | Postleitzahl |
| -------------------------- | -------------- | ---------- | ------------------ | ---------- | ------------ |
| Ciry-le-Noble              | 2.332 (2013)   | –          | – Einw./km²        | 71132      | 71420        |
| Dompierre-sous-Sanvignes   | 74 (2013)      | –          | – Einw./km²        | 71179      | 71420        |
| Génelard                   | 1.380 (2013)   | –          | – Einw./km²        | 71212      | 71420        |
| Marly-sur-Arroux           | 334 (2013)     | –          | – Einw./km²        | 71281      | 71420        |
| Perrecy-les-Forges         | 1.689 (2013)   | –          | – Einw./km²        | 71346      | 71420        |
| Saint-Romain-sous-Versigny | 94 (2013)      | –          | – Einw./km²        | 71478      | 71420        |
| Sanvignes-les-Mines        | 4.459 (2013)   | –          | – Einw./km²        | 71499      | 71410        |
| Toulon-sur-Arroux          | 1.610 (2013)   | –          | – Einw./km²        | 71542      | 71320        |

## Bevölkerungsentwicklung
| 1962   | 1968   | 1975   | 1982   | 1990   | 1999   | 2007   |
| ------ | ------ | ------ | ------ | ------ | ------ | ------ |
| 16.059 | 16.631 | 16.154 | 15.551 | 14.068 | 12.413 | 12.084 |